# Yamakasi 2: Synowie wiatru
Yamakasi 2: synowie wiatru – film przygodowy produkcji francuskiej. Nie jest kontynuacją Yamakasi - współcześni samurajowie. Jedyne co łączy oba filmy to występ francuskiej grupy traceurowej Yamakasi.
Film opowiada historię kilku młodych ludzi z różnych stron świata, którzy jadą do Bangkoku stworzyć szkółkę dla dzieci z ulicy. Tam jeden z nich zakochuje się w siostrze szefa gangu, który ma powiązania z Yakuzą.

## Obsada
- Williams - Williams Belle (Yamakasi)
- Kien - Chau Belle Dinh (Yamakasi)
- Kenjee - Malik Diouf (Yamakasi)
- Yann - Yann Hnautra (Yamakasi)
- Yaguy - Guylain (Yamakasi)
- Logan - Charless Perrière (Yamakasi)
- Leo - Laurent Piemontesi (Yamakasi)
- Tsu - Elodie Yung